# Sanín (Orense)
Sanín (llamada oficialmente San Pedro de Sanín) es una parroquia y un lugar del municipio español de Ribadavia, en la provincia de Orense, Galicia.

## Organización territorial
La parroquia está formada por cuatro entidades de población:
- As Chavolas (As Chabolas)
- Grova (A Groba)
- Sanín
- Seijo (O Seixo)

## Demografía

### Parroquia
| Gráfica de evolución demográfica de Sanín (parroquia) entre 2000 y 2023 |
|                                                                         |
| Datos según el nomenclátor publicado por el INE.                        |

### Lugar
| Gráfica de evolución demográfica de Sanín (lugar) entre 2000 y 2023 |
|                                                                     |
| Datos según el nomenclátor publicado por el INE.                    |